# Gemini (chatbot)
Gemini (trước đây có tên là Bard) là một chatbot trí tuệ nhân tạo được phát hành bởi Google. Chatbot này ra mắt vào tháng 3 năm 2023 dựa trên mô hình ngôn ngữ lớn cùng tên và trở thành một cơn chấn động mới sau sự ra đời của ChatGPT. Tuy nhiên, nó bị hạn chế tại một số quốc gia do phản hồi thờ ơ trước khi mở rộng tới những quốc gia khác vào tháng 5.
Trước đây Gemini được dựa trên PaLM và ban đầu là hệ mô hình ngôn ngữ lớn LaMDA (phát hành vào năm 2021), nhưng không được phát hành ra công chúng vì sự thận trọng. OpenAI ra mắt ChatGPT vào tháng 11 năm 2022 và sau đó sự nổi tiếng đã khiến các giám đốc điều hành của Google lo lắng và cảnh giác, thúc đẩy đáp ứng sâu rộng trong những tháng tiếp theo. Sau khi huy động lực lượng lao động, công ty đã ra mắt Bard vào tháng 3 năm 2023 và càng nổi bật hơn trong bài phát biểu quan trọng Google I/O năm 2023 vào tháng 5, sau này được nâng cấp thành Gemini LLM vào tháng 12. Vào tháng 2 năm 2024, Bard và Duet AI hợp lại với nhau thành thương hiệu Gemini.

## Bối cảnh
Vào tháng 11 năm 2022, OpenAI đã giới thiệu ChatGPT, một chatbot dựa trên mô hình ngôn ngữ lớn GPT-3. ChatGPT nhanh chóng thu hút sự chú ý toàn cầu sau khi ra mắt và trở thành một hiện tượng trên Internet. Lo ngại về tiềm năng đe dọa của ChatGPT đối với Google Tìm kiếm, các giám đốc điều hành của Google phải đưa ra cảnh báo "mã đỏ" và chỉ định lại một số nhóm để hỗ trợ nỗ lực trí tuệ nhân tạo (AI) của công ty. Sundar Pichai, Giám đốc điều hành của Google và công ty mẹ Alphabet, được cho là đã đưa ra cảnh báo này, tuy nhiên, Pichai sau đó đã phủ nhận điều này trong cuộc trò chuyện với The New York Times.
Larry Page và Sergey Brin, những người sáng lập Google và từng giữ vai trò đồng Giám đốc điều hành của Alphabet cho đến năm 2019, đã tham gia cuộc họp khẩn cấp với các giám đốc điều hành của công ty để thảo luận về phản ứng của Google đối với ChatGPT, một động thái hiếm thấy và chưa từng có. Đầu năm đó, Google đã tiết lộ một mô hình ngôn ngữ lớn nguyên mẫu mang tên LaMDA, nhưng không công bố chính thức. Khi được các nhân viên hỏi về việc liệu LaMDA có thể cạnh tranh với ChatGPT hay không, Pichai và giám đốc AI của Google, Jeff Dean, tuyên bố rằng mặc dù công ty có khả năng tương tự như ChatGPT, việc tiến xa quá nhanh trong lĩnh vực này sẽ mang đến rủi ro lớn đối với danh tiếng của Google so với OpenAI.
Vào tháng 1 năm 2023, Giám đốc điều hành của DeepMind, Demis Hassabis, đã tiết lộ kế hoạch phát triển một đối thủ của ChatGPT, và các nhân viên của Google đã được hướng dẫn để đẩy nhanh tiến độ phát triển một chatbot đối thủ, được gọi là "Apprentice Bard" và các chatbot khác. Pichai đã cam đoan với các nhà đầu tư trong cuộc họp thu nhập hàng quý của Google vào tháng 2 rằng công ty đã có kế hoạch mở rộng tính khả dụng và ứng dụng của LaMDA.
Từ ngày 8/2/2024, chatbot này được đổi tên từ Bard thành Gemini, đồng thời có thêm gói tính phí.